# Намгар
Намгар — московский музыкальный коллектив, играющий в стиле world ethno fusion и созданный в 2001 году продюсером Артуром Пилявиным (группа "Квартал").
Намгар исполняет традиционную музыку и песни бурят и монголов, а также собственные интерпретации фольклора монгольских народов. В репертуаре коллектива бурятские плясовые песни (нэрьен и ёхор), игровые песни кольца, бурятские протяжные песни и др. В течение первых лет существования творчество коллектива было ревивалистским: использовались акустические инструменты и традиционный репертуар.
В 2007—2008 группой был создан обновлённый репертуар, использующий традиционные мотивы и тексты в контексте звучания, учитывающего опыт современных музыкальных жанров.

## Участники
Ключевые участники — Намгар Лхасаранова (вокал) и Евгений Золотарёв — чанза (трёхструнная лютня). В записях и на некоторых концертах к ним присоединялся проживающий в Улан-Удэ монгольский мультиинструменталист Балданцэрэнгийн Баттувшин, известный работой с рядом других монгольских и бурятских музыкантов. Значительное время группа состояла из 4 человек: Намгар Лхасаранова, Евгений Золотарёв, Ж. Урантугс (Монголия) — ятаг (дальневосточная цитра), вокал и Х. Алтангэрэл (Монголия) — морин хуур, подпевки, горловое пение. С 2003 по 2008 год состав группы значительно менялся, за исключением Намгар, Е. Золотарёва и эпизодического участия Баттувшина.

## История

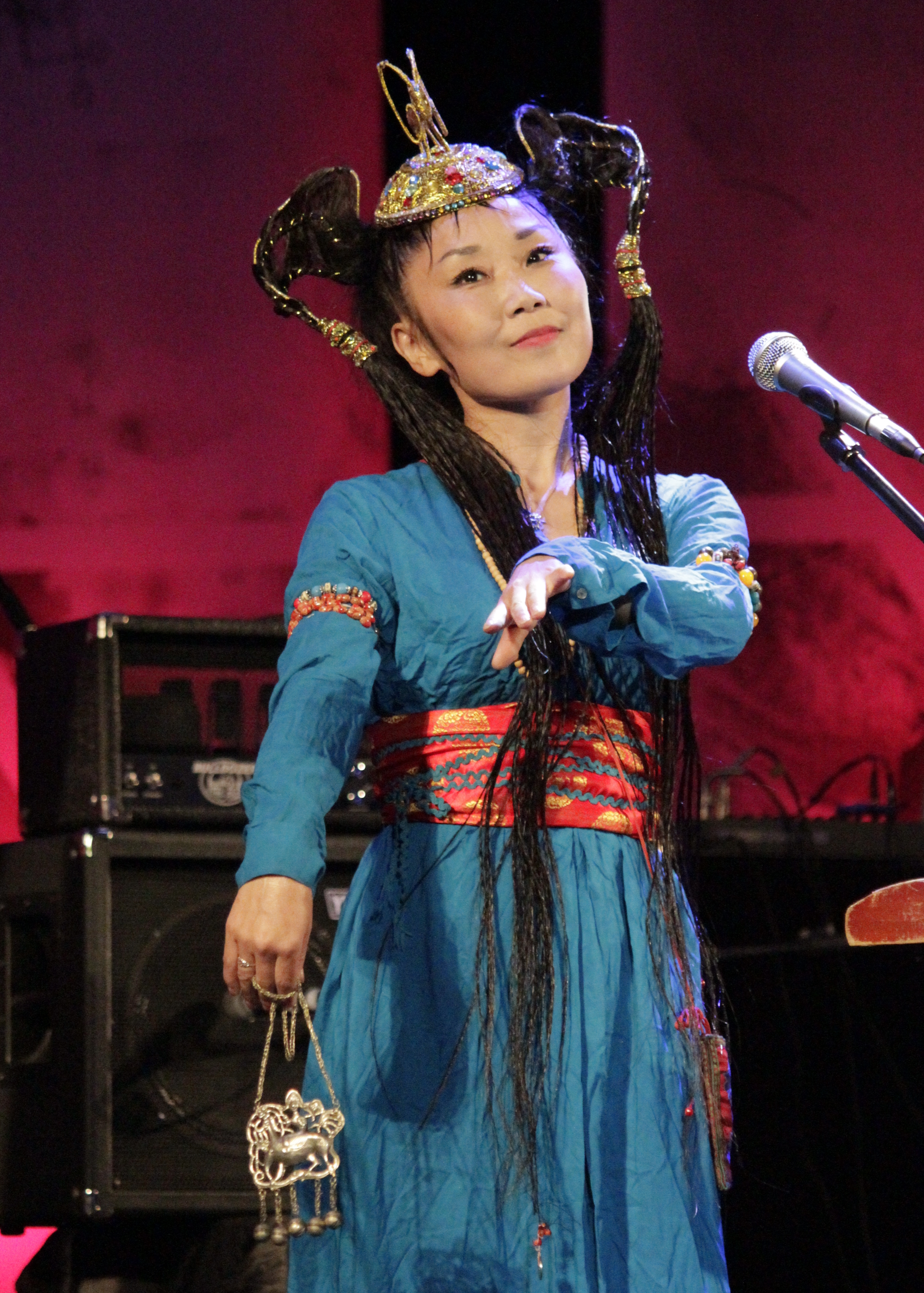
Namgar на «Голосе кочевников—2012»

Намгар Лхасаранова выступала на международных фестивалях с бурятским традиционным репертуаром с середины 1980-х. Чаще всего её выступления происходили сольно или в таком составе: Намгар — вокал, ятаг, Евгений Золотарёв — чанза. В течение некоторого времени этот репертуар был дополнительным к сценической известности Намгар в джазе и популярной музыке Бурятии и региона. В 2000 году Намгар Лхасаранова и Евгений Золотарёв познакомились с композитором, известным продюсером и основателем группы "Квартал" — Артуром Пилявиным и решили создать музыкальный коллектив традиционной музыки. К ним присоединились монгольские музыканты Урантугс и Алтангэрэл. С группой на ряде концертов выступал московский дизайнер Юрий Балашов с шумовым инструментом собственного изобретения — корягой, также играл на тибетской поющей чаше и на перкуссии. К группе присоединялись различные перкуссионисты и ударники.
«Намгар» начала выступать в московских клубах с марта 2001 г. В июле 2001-го группа съездила на норвежский фестиваль «Ридду Ридду». В сентябре 2001 группа «Намгар» записала песню «Десять Стрел» с группой Аквариум (не издана).
Группа появлялась на телевидении в шоу Александра Гордона «Хмурое Утро» на канале М1 и в «Реальной Музыке на ОРТ» Дмитрия Диброва, на радио «Серебряный Дождь», «Р1» и Маяк. С осени 2001-го до начала 2002-го они дали ряд выступлений на выставках Даши Намдакова в Москве и Санкт-Петербурге.
Выступления на выставках Даши Намдакова, как и поездки на «Ридду Ридду», продолжались и в последующие годы. Прошёл ряд концертов в ЦДХ, в Доме Музыки и на других московских площадках.
В 2005 «Намгар» участвовали в «Rainforest world music festival» (Малайзия). В том же году состоялась очередная поездка в Норвегию на «Ридду-Ридду», и Евгений Золотарёв с Намгар Лхасарановой стали представителями фестиваля «Ридду Ридду» в России, ответственными за организацию информации о фолк-группах России и организацию поездок на фестиваль.
В 2006 «Намгар» выступила в клубе «Б2» в передаче-фестивале Дмитрия Диброва «Просвет» (концерт транслировался по «Первому каналу»).
В 2007 «Намгар» участвовали в фестивале «Шарк Тароналари» (Узбекистан).
В конце 2006—2007 году композитор Алексей Айги и его коллектив «4’33’’» привлекли Намгар к записи музыки к многосерийному художественному фильму «Сыщик Путилин» С. Газарова по роману «Князь ветра» Л. Юзефовича, поскольку половина фильма происходит в Монголии. Запись была закончена в апреле 2007 года и издана как отдельный альбом «Князь Ветра».
Вскоре после этого Айги привлёк группу «Намгар» и к работе над следующим саундтреком, к фильму И. Соловова «Старшая жена» (не издана).
В июне 2008 «Намгар» участвовали в «Alianait Art Festival» (Канада).
По состоянию на 2008 год кроме Намгар Лхасарановой и Евгения Золотарёва в состав группы входили Эрдэнэбал Жавхлан (Монголия) (морин-хуур) и московский музыкант Николай Ксенофонтов (экс-Квартал) (перкуссия). Намгар Лхасаранова в новом составе остаётся лидирующим вокалом, а также играет на ятаге и варгане.
13 ноября 2008 года группа Намгар в составе Намгар Лхасарановой, Евгения Золотарёва, Эрдэнэбала Жавхлана выступили в Московском международном Доме музыки на фестивале «Роза Мира», посвящённом культурным пересечениям, с Алексеем Айги и «4’33»", продемонстрировав как собственный репертуар, так и сочетание его с новой академической музыкой перед широкой публикой. Важным моментом стал дуэт двух солистов: Жавхлана на морин-хууре и Алексея Айги на скрипке без дополнительного сопровождения в начале заключительного акта трёхчастного концерта.
В 2012 году группа «Намгар» приняла участие в международном фестивале «World music» «Голос кочевников» в Бурятии.
В 2015 году  приняла участие в Международном фестивале современной этнической музыки «The Spirit of Tengri». 
С  2005 года группа активно гастролирует по всему миру.

## Дискография
В июле 2001 норвежский фестиваль «Ридду Ридду» издал юбилейный CD. Туда вошел трек «Намгар live» — песня «Нангин Нангин», которую Намгар Лхасаранова исполняет одна, аккомпанируя себе на ятаге. На CD её песня представлена наряду с композициями «Hedningarna», «Wimme Saari», «Сайнхо», «Mari Boine», «Чиргилчин», «Сабжилар» и других исполнителей.
Подготовка материала альбома новой группы началась благодаря Артуру Пилявину в январе 2002. В связи со смертью Артура Пилявина работа над альбомом была приостановлена.
Первый альбом группы «Хатар» был рождён усилиями лейбла «Sketis Music» в октябре 2003 г. Представляя разнообразный музыкальный материал, он также был замечен благодаря высокохудожественной обложке с рисунком Даши Намдакова.
В новогодний сборник бурятской музыки «Сагаалган 2007», изданный в Улан-Удэ, вошёл 1 трек Намгар: «Ганга нуурай гургалдай».
Группа «Намгар» привносит монгольское аутентичное звучание в три композиции на диске Алексея Айги с саундтреком «Князь ветра» (Alexei Aigui / The Prince Of The Wind. Ансамбль 4’33", Moscow Film Orchestra, 2008).
В 2009 была завершена работа над вторым альбомом группы с новой программой, включающей ряд экспериментов по слиянию бурятской музыки и современных музыкальных стилей. Диск, также с рисунком Даши Намдакова на обложке, вышел в конце октября под названием «Nomad» («Кочевник»).
В записи альбома приняли участие Евгений Золотарёв, Жавхлан, Сергей Клевенский, Булат Гафаров, Игорь Джавад-Заде и другие музыканты.
В сентябре 2012 года завершилась работа над новым альбомом Намгар «The Dawn of the Foremothers». Запись проходила в Германии (Ганновер) на «HORUS Studio». Продюсер альбома — Маркус Ройтер. В записи альбома принимали участие также Benni Schäfer, Tobias Reber, Alex Anthony Faide, Влад Оборонко, Энхжаргал Дандарваанчиг.
В 2014 году в Норвегии вышел альбом "Nordic Namgar", продюсером является известный норвежский музыкант, композитор Оле Йорн Мюклебуст (http://www.olejazz.no)
В записи альбома участвовали: Namgar Lhasaranova (vocals), Niillas Holmberg (vocals), Ole Jørn Myklebust (trumpet, xaphoon, vocals), Fredrik Ellingsen (guitar, electronics), Kjetil Dalland (bass), Herman Rundberg (drums, percussion), Evgeny Zolotarev (chanza)